# Слободан Комљеновић
Слободан Комљеновић (Франкфурт, 2. јануар 1971) је бивши српски фудбалер и национални репрезентативац. Играо је у одбрани.

## Клупска каријера
Комљеновић се придружио Ајнтрахту из Франкфурта 1990. године. Једну сезону је био на позајмици да би свој деби у Бундеслиги имао 21. новембра 1992. године на мечу са Шалкеом. За први тим Ајнтрахта је играо пет сезона и за то време одиграо 134. меча уз 5. постигнутих голова.
Након одласка из Ајнтрахта провео је по две сезоне у Дуизбургу и Кајзерслаутерну. Године 2001. долази у Сарагосу и са њима проводи две сезоне. Последње године каријере је одиграо у немачким друголигашима Вакер Бургхаузену и Минхену 1860 где је завршио каријеру 2006. године.

## Репрезентација
Комљеновић је дебитовао за репрезентацију Југославије 23. децембра 1994. године, у поразу од Бразила 2:0. Иако није играо у квалификацијама, позван је за Светско првенство у фудбалу 1998. Био је стрелац на два меча на СП, први пут против САД у групној фази и други пут против Холандије у шеснаестини финала.
Такође је играо на Европском првенству 2000, одигравши три утакмице. Постигао је гол на мечу групне фазе са Шпанијом.

#### Голови за репрезентацију
| #  | Датум         | Место            | Противник        | Гол | Резултат | Такмичење                          |
| -- | ------------- | ---------------- | ---------------- | --- | -------- | ---------------------------------- |
| 1. | 25. јун 1998. | Нант, Француска  | Сједињене Државе | 1-0 | 1-0      | Светско првенство у фудбалу 1998.  |
| 2. | 29. јун 1998. | Тулуз, Француска | Холандија        | 1-1 | 1-2      | Светско првенство у фудбалу 1998.  |
| 3. | 21. јун 2000. | Бриж, Белгија    | Шпанија          | 3-2 | 3-4      | Европско првенство у фудбалу 2000. |